# Semiothisa diluta
Semiothisa diluta là một loài bướm đêm trong họ Geometridae.